# ماديسون كامبل
ماديسون كامبل (بالإنجليزية: Madison Campbell)‏ هي دراجة نيوزيلندية، ولدت في 12 أغسطس 1995.

## وصلات خارجية
- ماديسون كامبل على موقع الاتحاد الدولي للدراجات (الإنجليزية)
- ماديسون كامبل على موقع إحصائيات الدراجات الإحترافية (الإنجليزية)